# WorldSkills France
 (janvier 2020).
La Compétition nationale des métiers, connues mondialement sous le nom de WorldSkills, se présentent comme l'unique compétition internationale des métiers, à l'image des Jeux olympiques pour les sports. Cette compétition internationale unique au monde est gérée en France par l'association loi de 1901, WorldSkills France.
Tous les deux ans, près de 1 200 jeunes âgés de moins de 23 ans et originaires de tous les continents se mesurent dans près de cinquante métiers de différents domaines économiques : bâtiment travaux publics, industrie, automobile, services, agriculture, alimentation ou encore nouvelles technologies.

## Objectifs
En organisant une compétition internationale sur un même site pour donner une vision globale et concrète des métiers et compétences de l'époque, les Olympiades des métiers entendent promouvoir les métiers, reconnaître et valoriser les jeunes qui font le choix de la formation professionnelle.[réf. souhaitée]

## Organisation et structure
Le concours est promu et géré par WorldSkills International, anciennement connu sous le nom d'Organisation internationale de formation professionnelle (IVTO).
En 2017, l'organisation compte 77 pays membres.
En 2024, l'organisation compte 88 pays membres.
La France est représentée par le Comité français des Olympiades des métiers (Cofom), également appelé WorldSkills-France, association loi de 1901 créée en 1990.

### Déroulement
La compétition se déroule en trois étapes : des sélections sont organisées au niveau régional puis national dans chaque pays-membre avant une finale internationale organisée pendant quatre jours sur un site unique.
La seule condition requise pour participer est d'être âgé de moins de 23 ans l'année de la compétition internationale (moins de 25 ans pour les métiers Mécatronique, MTC -Manufacturing Team Challenge-[précision nécessaire] et  Câblage des réseaux Très Haut Débit).

## Historique
Sorti des ruines de la Seconde Guerre mondiale, qui a dévasté les économies européennes et créé une énorme pénurie de compétences qui menaçait une nouvelle dépression économique, WorldSkills est créé en 1946.
Pendant la dictature franquiste, l'administration souhaite initier les jeunes au monde des compétences professionnelles. En 1950, Francisco Albert Vidal a été chargé de créer un concours de compétences pour les jeunes d'Espagne et du Portugal. Madrid 1950 était un événement modeste par rapport aux normes d'aujourd'hui, mais un mouvement international était né.
En 1953, la concurrence s'est rapidement développée. Des jeunes d'Allemagne, de Grande-Bretagne, de France, du Maroc et de Suisse ont répondu à l'appel, deux concurrents se rendant en Espagne à l'improviste et à leurs frais.
1958. Le concours s'est déplacé pour la première fois à l'étranger, à Bruxelles en Belgique. C'était le début du mouvement WorldSkills qui s'est étendu à travers le monde.
À la fin des années 60, des compétitions internationales avaient eu lieu en Allemagne, en Grande-Bretagne, en Irlande, aux Pays-Bas et en Suisse.
En 1970, un grand bond en avant avec Tokyo comme ville hôte. Puis, à la fin des années 1980, Atlanta aux États-Unis, Sydney en Australie, Séoul en Corée et Taipei ont tous accueilli ce qui allait devenir le plus grand concours international des métiers au monde.
WorldSkills Shizouka 2007 a introduit One School One Country, désormais un incontournable de la compétition, dans lequel les élèves sont initiés aux compétences professionnelles et aux diverses cultures de la famille WorldSkills en associant chaque équipe de compétition à une école locale du pays hôte.
WorldSkills Calgary 2009 a vu la plus grande compétition à ce jour, avec 850 jeunes venus de 47 pays. Un an plus tard, le mouvement WorldSkills a franchi l'objectif des 50 pays, avec 53 membres.
WorldSkills Abu Dhabi 2017 a organisé le concours au Moyen-Orient pour la première fois et a présenté le Forum international de la jeunesse TVET, où les participants ont travaillé pour créer une déclaration des jeunes sur l'avenir des compétences et de la formation.
La compétition se déplace de Kazan, en Russie, puis à Shanghai, en Chine.
En 2024, la ville de Lyon (France) accueille la Compétition mondiale des métiers, WorldSkills Lyon 2024, réunissant plus de 60 pays membres de WorldSkills dans le monde, ainsi que plus de 1400 compétiteurs.

### Métiers et disciplines
Les métiers et disciplines représentés aux Olympiades des métiers varient selon les éditions.
| Métiers / Disciplines                                    | Année              | Année              | Année              | Année              | Année              | Année              | Année              | Année              | Année              | Année              | Année              | Année              | Année              | Année              |
| Métiers / Disciplines                                    | St. Gall           | Montréal           | Séoul              | Saint-Gall         | Helsinki           | Shizuoka           | Calgary            | Londres            | Leipzig            | São Paulo          | Abu Dhabi          | Kazan              | Special edition    | Lyon               |
| Métiers / Disciplines                                    | 1997               | 1999               | 2001               | 2003               | 2005               | 2007               | 2009               | 2011               | 2013               | 2015               | 2017               | 2019               | 2022               | 2024               |
| Métiers du Végétal                                       | Métiers du Végétal | Métiers du Végétal | Métiers du Végétal | Métiers du Végétal | Métiers du Végétal | Métiers du Végétal | Métiers du Végétal | Métiers du Végétal | Métiers du Végétal | Métiers du Végétal | Métiers du Végétal | Métiers du Végétal | Métiers du Végétal | Métiers du Végétal |
| -------------------------------------------------------- | ------------------ | ------------------ | ------------------ | ------------------ | ------------------ | ------------------ | ------------------ | ------------------ | ------------------ | ------------------ | ------------------ | ------------------ | ------------------ | ------------------ |
| Art Floral                                               |                    |                    |                    |                    |                    |                    |                    |                    |                    |                    |                    |                    |                    |                    |
| Jardinier/Paysagiste                                     |                    |                    |                    |                    |                    |                    |                    |                    |                    |                    |                    |                    |                    |                    |
| Horticulture                                             |                    |                    |                    |                    |                    |                    |                    |                    |                    |                    |                    |                    |                    |                    |
| Métiers de l'Alimentation                                |                    |                    |                    |                    |                    |                    |                    |                    |                    |                    |                    |                    |                    |                    |
| Boulangerie                                              |                    |                    |                    |                    |                    |                    |                    |                    |                    |                    |                    |                    |                    |                    |
| Pâtissier / Confiseur                                    |                    |                    |                    |                    |                    |                    |                    |                    |                    |                    |                    |                    |                    |                    |
| Cuisine                                                  |                    |                    |                    |                    |                    |                    |                    |                    |                    |                    |                    |                    |                    |                    |
| Service en salle                                         |                    |                    |                    |                    |                    |                    |                    |                    |                    |                    |                    |                    |                    |                    |
| Métiers de l'Automobile et des Engins                    |                    |                    |                    |                    |                    |                    |                    |                    |                    |                    |                    |                    |                    |                    |
| Tôlerie-Carrosserie                                      |                    |                    |                    |                    |                    |                    |                    |                    |                    |                    |                    |                    |                    |                    |
| Technologie automobile                                   |                    |                    |                    |                    |                    |                    |                    |                    |                    |                    |                    |                    |                    |                    |
| Peinture automobile                                      |                    |                    |                    |                    |                    |                    |                    |                    |                    |                    |                    |                    |                    |                    |
| Transporteur de fret                                     |                    |                    |                    |                    |                    |                    |                    |                    |                    |                    |                    |                    |                    |                    |
| Mécanique Véhicule Industriel                            |                    |                    |                    |                    |                    |                    |                    |                    |                    |                    |                    |                    |                    |                    |
| Métiers du Bâtiment et des Travaux Publics               |                    |                    |                    |                    |                    |                    |                    |                    |                    |                    |                    |                    |                    |                    |
| Carrelage                                                |                    |                    |                    |                    |                    |                    |                    |                    |                    |                    |                    |                    |                    |                    |
| Plomberie et Chauffage                                   |                    |                    |                    |                    |                    |                    |                    |                    |                    |                    |                    |                    |                    |                    |
| Installation électrique                                  |                    |                    |                    |                    |                    |                    |                    |                    |                    |                    |                    |                    |                    |                    |
| Maçonnerie                                               |                    |                    |                    |                    |                    |                    |                    |                    |                    |                    |                    |                    |                    |                    |
| Taille de pierre                                         |                    |                    |                    |                    |                    |                    |                    |                    |                    |                    |                    |                    |                    |                    |
| Peinture et décoration                                   |                    |                    |                    |                    |                    |                    |                    |                    |                    |                    |                    |                    |                    |                    |
| Ébénisterie                                              |                    |                    |                    |                    |                    |                    |                    |                    |                    |                    |                    |                    |                    |                    |
| Menuiserie                                               |                    |                    |                    |                    |                    |                    |                    |                    |                    |                    |                    |                    |                    |                    |
| Charpente                                                |                    |                    |                    |                    |                    |                    |                    |                    |                    |                    |                    |                    |                    |                    |
| Métallerie                                               |                    |                    |                    |                    |                    |                    |                    |                    |                    |                    |                    |                    |                    |                    |
| Plâtrerie et Constructions sèches                        |                    |                    |                    |                    |                    |                    |                    |                    |                    |                    |                    |                    |                    |                    |
| Aménagements urbains et Canalisations                    |                    |                    |                    |                    |                    |                    |                    |                    |                    |                    |                    |                    |                    |                    |
| Travail du ciment                                        |                    |                    |                    |                    |                    |                    |                    |                    |                    |                    |                    |                    |                    |                    |
| Métiers de l'Industrie                                   |                    |                    |                    |                    |                    |                    |                    |                    |                    |                    |                    |                    |                    |                    |
| Production industrielle en équipe                        |                    |                    |                    |                    |                    |                    |                    |                    |                    |                    |                    |                    |                    |                    |
| Maintenance Aéronautique                                 |                    |                    |                    |                    |                    |                    |                    |                    |                    |                    |                    |                    |                    |                    |
| Mécatronique                                             |                    |                    |                    |                    |                    |                    |                    |                    |                    |                    |                    |                    |                    |                    |
| DAO-Dessin industriel                                    |                    |                    |                    |                    |                    |                    |                    |                    |                    |                    |                    |                    |                    |                    |
| Tournage                                                 |                    |                    |                    |                    |                    |                    |                    |                    |                    |                    |                    |                    |                    |                    |
| Fraisage                                                 |                    |                    |                    |                    |                    |                    |                    |                    |                    |                    |                    |                    |                    |                    |
| Soudage                                                  |                    |                    |                    |                    |                    |                    |                    |                    |                    |                    |                    |                    |                    |                    |
| Contrôle industriel                                      |                    |                    |                    |                    |                    |                    |                    |                    |                    |                    |                    |                    |                    |                    |
| Réfrigération Technique                                  |                    |                    |                    |                    |                    |                    |                    |                    |                    |                    |                    |                    |                    |                    |
| Prototypage                                              |                    |                    |                    |                    |                    |                    |                    |                    |                    |                    |                    |                    |                    |                    |
| Intégrateur robotique                                    |                    |                    |                    |                    |                    |                    |                    |                    |                    |                    |                    |                    |                    |                    |
| Moulage plastique                                        |                    |                    |                    |                    |                    |                    |                    |                    |                    |                    |                    |                    |                    |                    |
| Chimie                                                   |                    |                    |                    |                    |                    |                    |                    |                    |                    |                    |                    |                    |                    |                    |
| Electronique                                             |                    |                    |                    |                    |                    |                    |                    |                    |                    |                    |                    |                    |                    |                    |
| Robotique mobile                                         |                    |                    |                    |                    |                    |                    |                    |                    |                    |                    |                    |                    |                    |                    |
| Métiers de la Communication et du Numérique              |                    |                    |                    |                    |                    |                    |                    |                    |                    |                    |                    |                    |                    |                    |
| Imprimerie                                               |                    |                    |                    |                    |                    |                    |                    |                    |                    |                    |                    |                    |                    |                    |
| Web                                                      |                    |                    |                    |                    |                    |                    |                    |                    |                    |                    |                    |                    |                    |                    |
| Solution logicielle pour les entreprises                 |                    |                    |                    |                    |                    |                    |                    |                    |                    |                    |                    |                    |                    |                    |
| Cyber sécurité                                           |                    |                    |                    |                    |                    |                    |                    |                    |                    |                    |                    |                    |                    |                    |
| Cloud Computing                                          |                    |                    |                    |                    |                    |                    |                    |                    |                    |                    |                    |                    |                    |                    |
| Administration des systèmes et des réseaux informatiques |                    |                    |                    |                    |                    |                    |                    |                    |                    |                    |                    |                    |                    |                    |
| Arts graphiques et Pré-presse                            |                    |                    |                    |                    |                    |                    |                    |                    |                    |                    |                    |                    |                    |                    |
| 3D Digital Game Art                                      |                    |                    |                    |                    |                    |                    |                    |                    |                    |                    |                    |                    |                    |                    |
| Câblage des réseaux Très Haut Débit                      |                    |                    |                    |                    |                    |                    |                    |                    |                    |                    |                    |                    |                    |                    |
| Métiers du Service                                       |                    |                    |                    |                    |                    |                    |                    |                    |                    |                    |                    |                    |                    |                    |
| Bijouterie/Joaillerie                                    |                    |                    |                    |                    |                    |                    |                    |                    |                    |                    |                    |                    |                    |                    |
| Visual Merchandising                                     |                    |                    |                    |                    |                    |                    |                    |                    |                    |                    |                    |                    |                    |                    |
| Coiffure                                                 |                    |                    |                    |                    |                    |                    |                    |                    |                    |                    |                    |                    |                    |                    |
| Soins esthétiques                                        |                    |                    |                    |                    |                    |                    |                    |                    |                    |                    |                    |                    |                    |                    |
| Mode et Création                                         |                    |                    |                    |                    |                    |                    |                    |                    |                    |                    |                    |                    |                    |                    |
| Aide à la personne                                       |                    |                    |                    |                    |                    |                    |                    |                    |                    |                    |                    |                    |                    |                    |
| Réception hôtellière                                     |                    |                    |                    |                    |                    |                    |                    |                    |                    |                    |                    |                    |                    |                    |

### Villes d'accueil des compétitions
- 1950 : Madrid (Espagne)
- 1951 : Madrid (Espagne)
- 1953 : Madrid (Espagne)
- 1955 : Madrid (Espagne)
- 1956 : Madrid (Espagne)
- 1957 : Madrid (Espagne)
- 1958 : Bruxelles (Belgique)
- 1959 : Modène (Italie)
- 1960 : Barcelone (Espagne)
- 1961 : Duisbourg (Allemagne)
- 1962 : Gijón (Espagne)
- 1963 : Dublin (Irlande)
- 1964 : Lisbonne (Portugal)
- 1965 : Glasgow (Royaume-Uni)
- 1966 : Utrecht (Pays-Bas)
- 1967 : Madrid (Espagne)
- 1968 : Berne (Suisse)
- 1969 : Bruxelles (Belgique)
- 1970 : Tokyo (Japon)
- 1971 : Gijon (Espagne)
- 1973 : Munich (Allemagne)
- 1975 : Madrid (Espagne)
- 1977 : Utrecht (Pays-Bas)
- 1978 : Pusan (Corée du Sud)
- 1979 : Cork (Irlande)
- 1981 : Atlanta (États-Unis)
- 1983 : Linz (Autriche)
- 1985 : Osaka (Japon)
- 1988 : Sydney (Australie)
- 1989 : Birmingham (Royaume-Uni)
- 1991 : Amsterdam (Pays-Bas)
- 1993 : Taipei (Taïwan)
- 1995 : Lyon (France)
- 1997 : Saint-Gall (Suisse)
- 1999 : Montréal (Canada)
- 2001 : Séoul (Corée du Sud)
- 2003 : Saint-Gall (Suisse)
- 2005 : Helsinki (Finlande)
- 2007 : Shizuoka (Japon)
- 2009 : Calgary (Canada)
- 2011 : Londres (Royaume-Uni)
- 2013 : Leipzig (Allemagne)
- 2015 : Sao Paulo (Brésil)
- 2017 : Abu Dhabi (Émirats arabes unis)
- 2019 : Kazan (Russie)
- 2022 : Special Edition (World Wide)
- 2024 : Lyon (France)

## Résultats

### Par Année

#### 2017 - Abou Dabi (Émirats arabes unis)
Tableau des médailles
| Rang  | Nation                   | Or | Argent | Bronze | Total |
| ----- | ------------------------ | -- | ------ | ------ | ----- |
| 1     | Chine (109 points)       | 15 | 7      | 8      | 30    |
| 2     | Corée du Sud (88 points) | 8  | 8      | 8      | 24    |
| 3     | Suisse (81 points)       | 11 | 6      | 3      | 20    |
| 4     | Brésil (75 points)       | 7  | 5      | 3      | 15    |
| 5     | Russie (59 points)       | 6  | 4      | 1      | 11    |
| Total |                          |    |        |        |       |

#### 2015 - Sao Paulo (Brésil)
Tableau des médailles
| Rang  | Nation                     | Or | Argent | Bronze | Total |
| ----- | -------------------------- | -- | ------ | ------ | ----- |
| 1     | Brésil (105 points)        | 11 | 10     | 6      | 27    |
| 2     | Corée du Sud (97 points)   | 13 | 7      | 5      | 25    |
| 3     | Taipei chinois (70 points) | 5  | 7      | 5      | 17    |
| 4     | Suisse (58 points)         | 1  | 7      | 5      | 13    |
| 5     | Chine (57 points)          | 5  | 6      | 4      | 15    |
| Total |                            |    |        |        |       |

#### 2013 - Leipzig (Allemagne)
Tableau des médailles
| Rang  | Nation                     | Or | Argent | Bronze | Total |
| ----- | -------------------------- | -- | ------ | ------ | ----- |
| 1     | Corée du Sud (89 points)   | 12 | 5      | 6      | 23    |
| 1     | Suisse (73 points)         | 9  | 3      | 5      | 17    |
| 2     | Taipei chinois (65 points) | 6  | 4      | 8      | 18    |
| 3     | Japon (56 points)          | 5  | 4      | 3      | 12    |
| 4     | Brésil (52 points)         | 4  | 5      | 3      | 12    |
| Total |                            |    |        |        |       |

#### 2011 - Londres (Royaume-Uni)
Tableau des médailles
| Rang  | Nation                   | Or | Argent | Bronze | Total |
| ----- | ------------------------ | -- | ------ | ------ | ----- |
| 1     | Corée du Sud (91 points) | 13 | 5      | 6      | 24    |
| 2     | Japon (73 points)        | 11 | 4      | 4      | 19    |
| 3     | Suisse (62 points)       | 6  | 5      | 6      | 17    |
| 4     | Brésil (47 points)       | 6  | 3      | 2      | 11    |
| 5     | Royaume-Uni (46 points)  | 4  | 2      | 6      | 12    |
| Total |                          |    |        |        |       |

### Par Pays
| Pays                         | 2019 | 2019 | 2019 | 2017 | 2017 | 2017 | 2015 | 2015 | 2015 | 2013 | 2013 | 2013 | 2011 | 2011 | 2011 | 2009 | 2009 | 2009 | 2007 | 2007 | 2007 | Total |
| ---------------------------- | ---- | ---- | ---- | ---- | ---- | ---- | ---- | ---- | ---- | ---- | ---- | ---- | ---- | ---- | ---- | ---- | ---- | ---- | ---- | ---- | ---- | ----- |
|                              | Or   | Ar.  | Br.  | Or   | Ar.  | Br.  | Or   | Ar.  | Br.  | Or   | Ar.  | Br.  | Or   | Ar.  | Br.  | Or   | Ar.  | Br.  | Or   | Ar.  | Br.  |       |
| Australie                    | -    | 1    | 3    | -    | 2    | 2    | -    | 3    | 2    | 1    | 2    | 1    | 1    | 4    | 3    | 2    | 3    | 5    | 1    | 3    | 1    | 40    |
| Autriche                     | 5    | 5    | 1    | 4    | 3    | 4    | 5    | 2    | 1    | 5    | 2    | 4    | 3    | 1    | 2    | 4    | 2    | 2    | 2    | 1    | 1    | 59    |
| Belgique                     | -    | -    | -    | -    | -    | -    | -    | -    | -    | -    | -    | -    | -    | -    | 1    | -    | -    | -    | -    | -    | -    | 1     |
| Brésil                       | 2    | 5    | 6    | 7    | 5    | 3    | 11   | 10   | 6    | 3    | 5    | 3    | 6    | 3    | 2    | 4    | 4    | 2    | 2    | 3    | 4    | 96    |
| Canada                       | -    | 1    | -    | -    | -    | 1    | -    | 2    | 3    | 1    | -    | -    | -    | -    | 4    | 3    | 3    | 2    | 2    | 2    | 2    | 26    |
| Chine                        | 15   | 14   | 5    | 15   | 7    | 8    | 5    | 6    | 4    | -    | 1    | 3    | -    | 1    | -    | -    | -    | -    | -    | -    | -    | 84    |
| Colombie                     | -    | -    | 2    | -    | -    | -    | -    | -    | -    | -    | -    | -    | -    | -    | -    | -    | -    | -    | -    | -    | -    | 2     |
| Danemark                     | -    | -    | -    | -    | -    | 2    | -    | 1    | 2    | -    | 1    | 1    | 2    | 1    | -    | -    | -    | -    | -    | -    | 1    | 11    |
| Estonie                      | -    | -    | -    | -    | -    | 1    | -    | -    | -    | -    | -    | -    | -    | -    | -    | -    | -    | -    | -    | -    | -    | 1     |
| Finlande                     | -    | 1    | -    | 3    | 1    | -    | -    | -    | 1    | 1    | 2    | 3    | -    | 5    | 3    | 2    | 1    | 2    | 2    | -    | 6    | 33    |
| France                       | 1    | 4    | 3    | 5    | 3    | 4    | 2    | 4    | 3    | 2    | 5    | 1    | 3    | 3    | 3    | 3    | -    | 4    | 5    | 4    | 3    | 65    |
| Allemagne                    | 2    | 0    | 1    | -    | 1    | 2    | 2    | 2    | 1    | 2    | 4    | 3    | 1    | 2    | 1    | 2    | 2    | 2    | -    | 5    | 2    | 37    |
| Hong Kong                    | -    | -    | -    | -    | -    | 1    | -    | -    | -    | -    | -    | -    | -    | -    | -    | -    | -    | -    | -    | -    | -    | 1     |
| Hongrie                      | 1    | -    | -    | -    | -    | 1    | 1    | 1    | -    | -    | -    | -    | -    | -    | -    | -    | -    | -    | -    | -    | -    | 4     |
| Inde                         | 1    | 1    | 2    | -    | 1    | 1    | -    | -    | -    | -    | -    | -    | -    | -    | -    | -    | 1    | -    | -    | -    | -    | 7     |
| Indonésie                    | -    | 2    | 1    | -    | 2    | -    | -    | 1    | 1    | 1    | 1    | -    | -    | -    | 1    | -    | -    | -    | -    | 1    | -    | 11    |
| Iran                         | -    | 1    | 2    | -    | -    | 1    | -    | -    | 1    | -    | 2    | 1    | -    | -    | 1    | -    | 1    | -    | -    | -    | 1    | 11    |
| Irlande                      | 2    | -    | 1    | -    | -    | -    | 2    | -    | -    | 2    | -    | 1    | 3    | -    | -    | 3    | -    | 2    | 1    | -    | 4    | 21    |
| Province autonome de Bolzano | 1    | 2    | 2    | 2    | 1    | 2    | 5    | 1    | 1    | 1    | 2    | 2    | 1    | -    | 2    | 1    | 3    | 4    | 2    | 1    | 3    | 39    |
| Japon                        | 1    | 3    | 5    | 3    | 2    | 4    | 5    | 3    | 5    | 5    | 4    | 3    | 11   | 4    | 4    | 6    | 3    | 5    | 16   | 5    | 3    | 100   |
| Corée du Sud                 | 7    | 6    | 2    | 8    | 7    | 8    | 13   | 7    | 4    | 12   | 5    | 5    | 13   | 5    | 7    | 13   | 5    | 5    | 11   | 9    | 5    | 157   |
| Lettonie                     | -    | -    | -    | -    | -    | -    | -    | -    | -    | -    | 1    | -    | -    | -    | -    | -    | -    | -    | -    | -    | -    | 1     |
| Liechtenstein                | -    | -    | -    | 1    | -    | -    | 1    | -    | 1    | -    | -    | -    | -    | -    | 1    | -    | -    | -    | -    | -    | -    | 4     |
| Macao                        | -    | -    | -    | 1    | -    | -    | -    | -    | -    | -    | 1    | -    | -    | 1    | 1    | -    | -    | -    | -    | 1    | -    | 5     |
| Malaisie                     | -    | -    | -    | -    | -    | 2    | -    | -    | 1    | -    | -    | -    | -    | -    | -    | -    | -    | -    | -    | -    | -    | 3     |
| Pays-Bas                     | -    | -    | -    | 1    | -    | -    | 1    | -    | -    | 1    | -    | 1    | -    | 1    | 1    | -    | 1    | 1    | -    | 1    | 1    | 10    |
| Norvège                      | -    | -    | -    | -    | -    | -    | 2    | -    | -    | -    | 1    | 2    | 1    | -    | 2    | -    | 1    | 1    | 1    | -    | 1    | 12    |
| Pologne                      | -    | 1    | -    | -    | -    | -    | -    | -    | -    | -    | -    | -    | -    | -    | -    | -    | -    | -    | -    | -    | -    | 1     |
| Portugal                     | -    | -    | -    | -    | -    | -    | -    | -    | -    | -    | -    | -    | -    | -    | -    | -    | -    | 1    | -    | -    | -    | 1     |
| Russie                       | 14   | 4    | 4    | 6    | 4    | 1    | -    | -    | -    | -    | -    | -    | -    | -    | -    | -    | -    | -    | -    | -    | -    | 33    |
| Singapour                    | 2    | 1    | 2    | 2    | -    | 3    | -    | 1    | 2    | 3    | 2    | -    | 4    | 1    | 2    | 3    | -    | 1    | 3    | -    | 1    | 33    |
| Suède                        | -    | 1    | 3    | -    | -    | 1    | -    | 2    | 1    | 1    | 2    | 2    | -    | 2    | 2    | -    | 3    | 2    | -    | -    | 2    | 24    |
| Suisse                       | 5    | 5    | 6    | 11   | 6    | 3    | 1    | 7    | 5    | 9    | 3    | 5    | 6    | 5    | 5    | 7    | 2    | 5    | 4    | 7    | 5    | 112   |
| Taipei chinois               | 5    | 2    | 5    | 4    | 1    | 5    | 5    | 7    | 5    | 6    | 4    | 8    | 1    | 4    | 3    | 4    | -    | 8    | -    | 5    | 5    | 87    |
| Thaïlande                    | -    | -    | 2    | -    | 1    | -    | 1    | -    | 1    | 2    | 1    | -    | 2    | 2    | -    | 2    | -    | 2    | -    | 4    | -    | 20    |
| Royaume-Uni                  | 2    | 1    | 1    | 1    | 3    | 3    | 3    | 3    | 2    | 2    | 1    | 3    | 5    | 2    | 6    | 3    | -    | 6    | 1    | 1    | 2    | 51    |
| États-Unis                   | -    | -    | 1    | -    | -    | -    | -    | -    | 1    | -    | 1    | -    | -    | 1    | -    | -    | 2    | -    | -    | -    | -    | 6     |
| Viêt Nam                     | -    | 1    | -    | -    | -    | 1    | -    | -    | 1    | -    | -    | -    | -    | -    | -    | -    | -    | -    | -    | -    | -    | 3     |